# Ramsaasalepis
Ramsaasalepis är ett utdött släkte av käklösa fiskar. Det är det enda hittills kända släktet av familjen Ramsaasalepididae, en av flera familjer av utdöda käklösa fiskar, och innehåller endast arten Ramsaasalepis porosa.
Den beskrevs utifrån ett antal fossiliserade, disartikulerade thelodont-fjäll, som kan ha haft en räfflad textur. Arten hade ett välutvecklat kärlsystem. Baserat på dessa egenskaper och dens stratigrafiska räckvidd, spekuleras det vara närmast besläktat med familjerna septentrionia och tahulalepis.
Ramsaasalepis levde under silurperioden. Konkurrens med nyutvecklade käkförsedda fiskar har föreslagits som en orsak till utrotningen av både denna, och många andra arter av käklösa fiskar. Ramsaasalepis åt antagligen plankton.